# 徳野雅仁
徳野 雅仁（とくの がじん、1941年9月22日 - ）は、大阪府生まれの漫画家、イラストレーター、自然農法の実践者。

## 経歴
和歌山県和歌山市で育ち、のち東京都に移住。京北商業高等学校卒業、東京デザインズカレッジ卒業。
アニメーター、漫画家、漫画学校教務などの職歴を経た後、小学館傘下すなわち一ツ橋グループの出版社・雪書房で2年間ほど児童書の編集に携わる。以後、フリーのイラストレーターとなる。
1971年に神奈川県座間市に移住した頃より自宅に自給用の菜園を設け、自己流の栽培を試行錯誤する中で、農薬使用の有無等による作物や雑草や庭に棲む小動物の状態を観察した結果、1976年からは完全無農薬での栽培を実践する。
1979年、『不連続体』で第25回文藝春秋漫画賞を受賞。
1987年、自然農法に関する初めての著書『無農薬 自然流野菜づくり』をひかりのくに社から出版。
1991年に千葉県山武郡大網白里町（現、大網白里市）に移住。以後、今日にいたるまで「限られたスペースでも行える自然農園」に関する数々の著書を発表している。

## 漫画
- 不連続体
- 異体循環

## 著書
- 無農薬 自然流野菜づくり （ひかりのくに 1987年4月発行）ISBN 4564411020
- 新版 農薬を使わない野菜づくり―作業手順がひとめでわかるイラスト図鑑 （JICC出版局 1989年10月発行）ISBN 4880636940
- 新版 農薬を使わない野菜づくり Part.2 （JICC出版局 1990年8月発行）ISBN 4880639672
- 自然流家庭菜園のつくり方 （JICC出版局 1990年8月発行）ISBN 4796603115 （洋泉社より2000年2月再刊）ISBN 4896914481
- 無農薬自然流 野菜づくり―誰でも簡単に野菜ができる （ひかりのくに 1996年3月発行）ISBN 4564411179
- 決定版 農薬を使わない野菜づくり―安全でおいしい新鮮野菜40種 （洋泉社 1999年9月発行） Part1が ISBN 4896914104、Part2が ISBN 4896914112
- 完全版 農薬を使わない野菜づくり―安全でおいしい新鮮野菜80種 （洋泉社 2001年3月発行） ISBN 4896915224
- 写真で見る野菜の自然栽培 （ひかりのくに 2002年3月発行）ISBN 4564408542
- 野菜の自然栽培入門　（学研　2011年3月発行）ISBN 978-4-05-404765-5